# Dragutin Lerman
Dragutin Lerman ( Драгутин Лерман ) (Požega, 24 de agosto de 1863  - Kreševo, 12 de julio de 1918 ) fue un administrador colonial  y explorador croata.

## Biografía

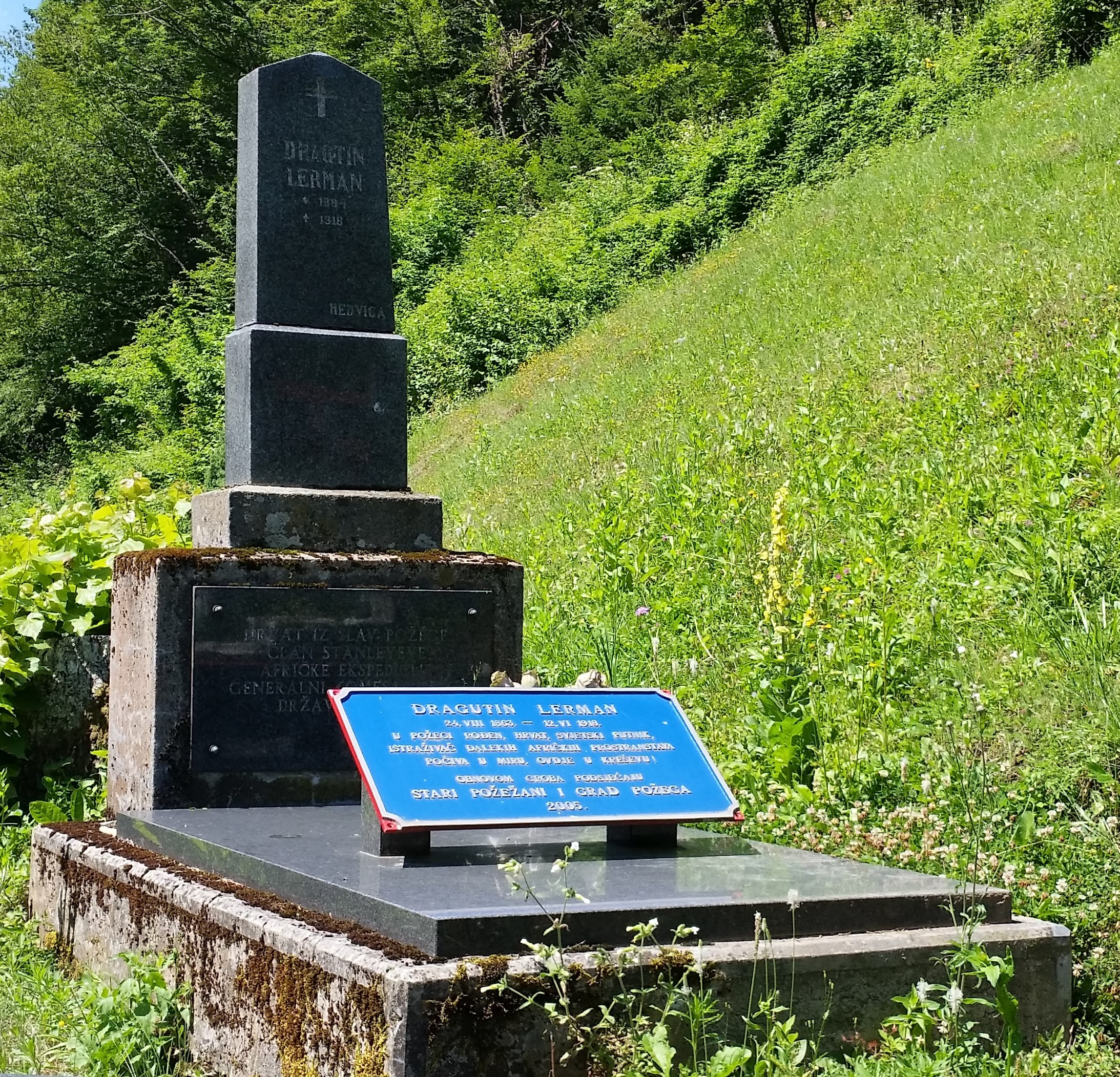
Tumba de Dragutin Lerman

Participó en las expediciones que por el Congo realizó Henry Morton Stanley, que había sido contratado por Leopoldo II de Bélgica para negociar con los jefes tribales y obtener concesiones de terrenos. Lerman participó en estas negociaciones y fue elogiado por Stanley. 
Más tarde fue nombrado secretario general del gobierno belga para el Congo Oriental y como representante gubernamental participó en la administración colonial belga. Su primera exploración por el Congo duró de 1882 a 1885, y durante ella descubrió importantes cataratas en el río Kouilou-Niari y las bautizó como cataratas Zrinski, en homenaje a la noble familia croata-húngara Zrinski. Entre 1888 y 1890 realizó una segunda expedición por el Congo y una tercera tuvo lugar de 1892 a 1894. Un cuarto viaje lo realizó durante seis meses en 1896. 
Su diario original se conserva en los archivos de la Academia Croata de Ciencias y Artes y fue publicado en dos obras en 1891 y 1894. Gran parte de la colección de cerca de quinientos objetos que Lerman trajo del Congo fue donada al Museo Etnográfico de Zagreb. 

## Obras
- Listovi iz Afrike [Hojas de África] (1891).
- Novi listovi iz Afrike [Nuevas hojas de África] (1894).
- Afrički dnevnik: 1888-1896  [Diario africano: 1888-1896] (1989).
- Kreševski dnevnici [Diarios de Kreševski] (1916-1918).